# Eugenópolis
Eugenópolis este un oraș în Minas Gerais (MG), Brazilia.